# Сосна італійська

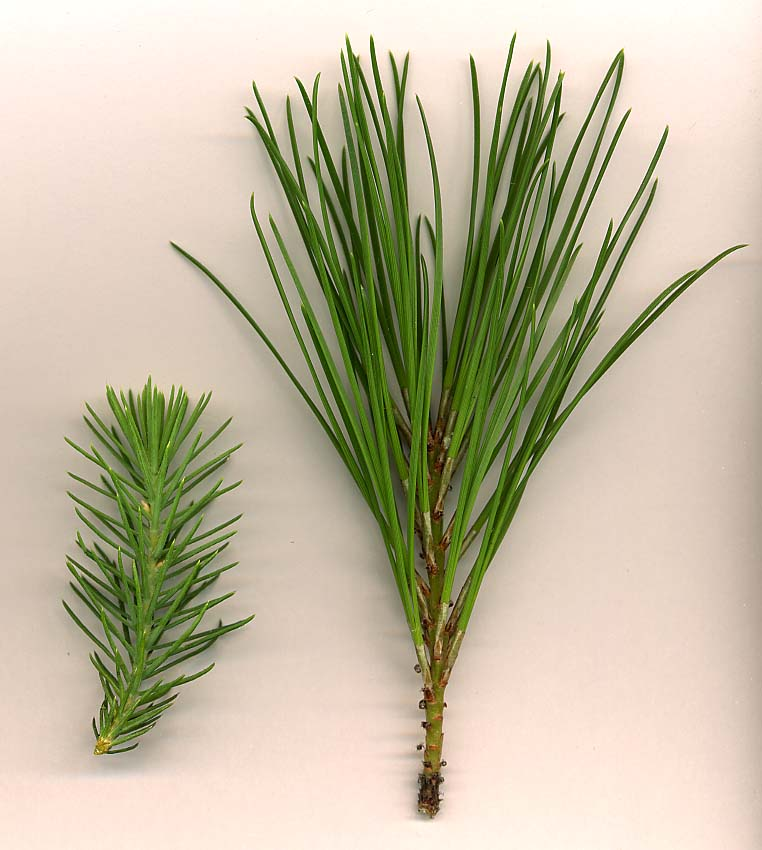
Пагони Pinus pinea: зліва — молоді хвоїнки в стадії формування, справа — дорослі

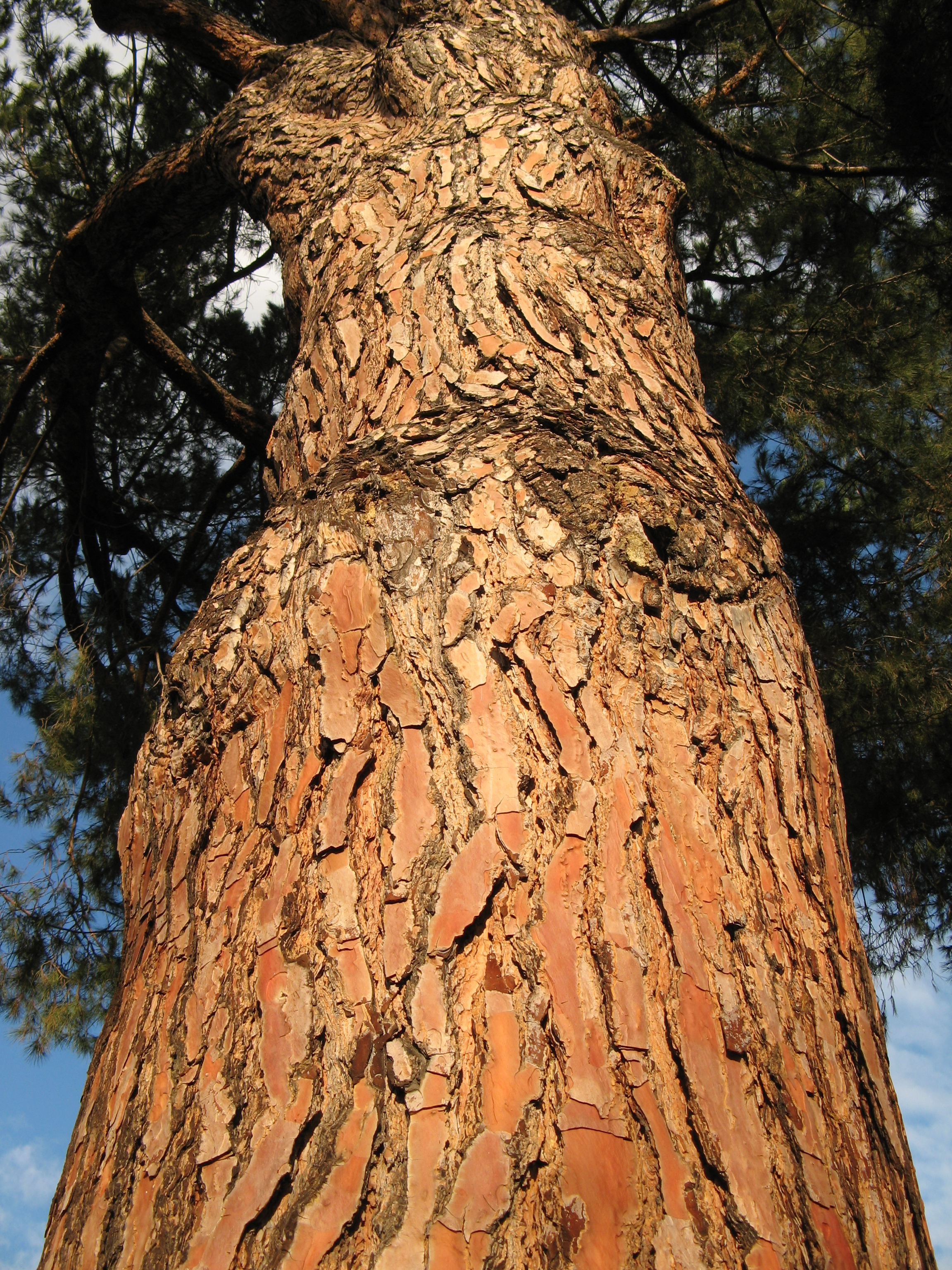
Pinus pinea: текстура стовбура

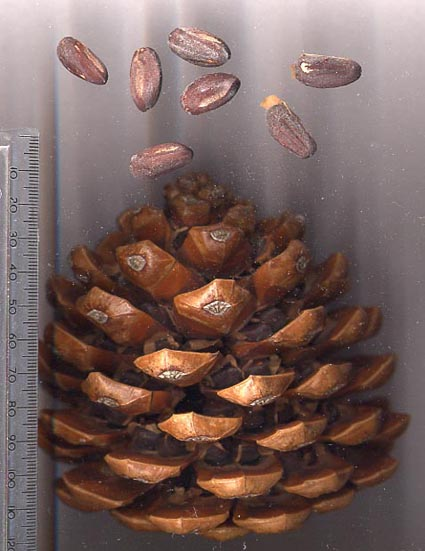
Pinus pinea:Шишка і насіння

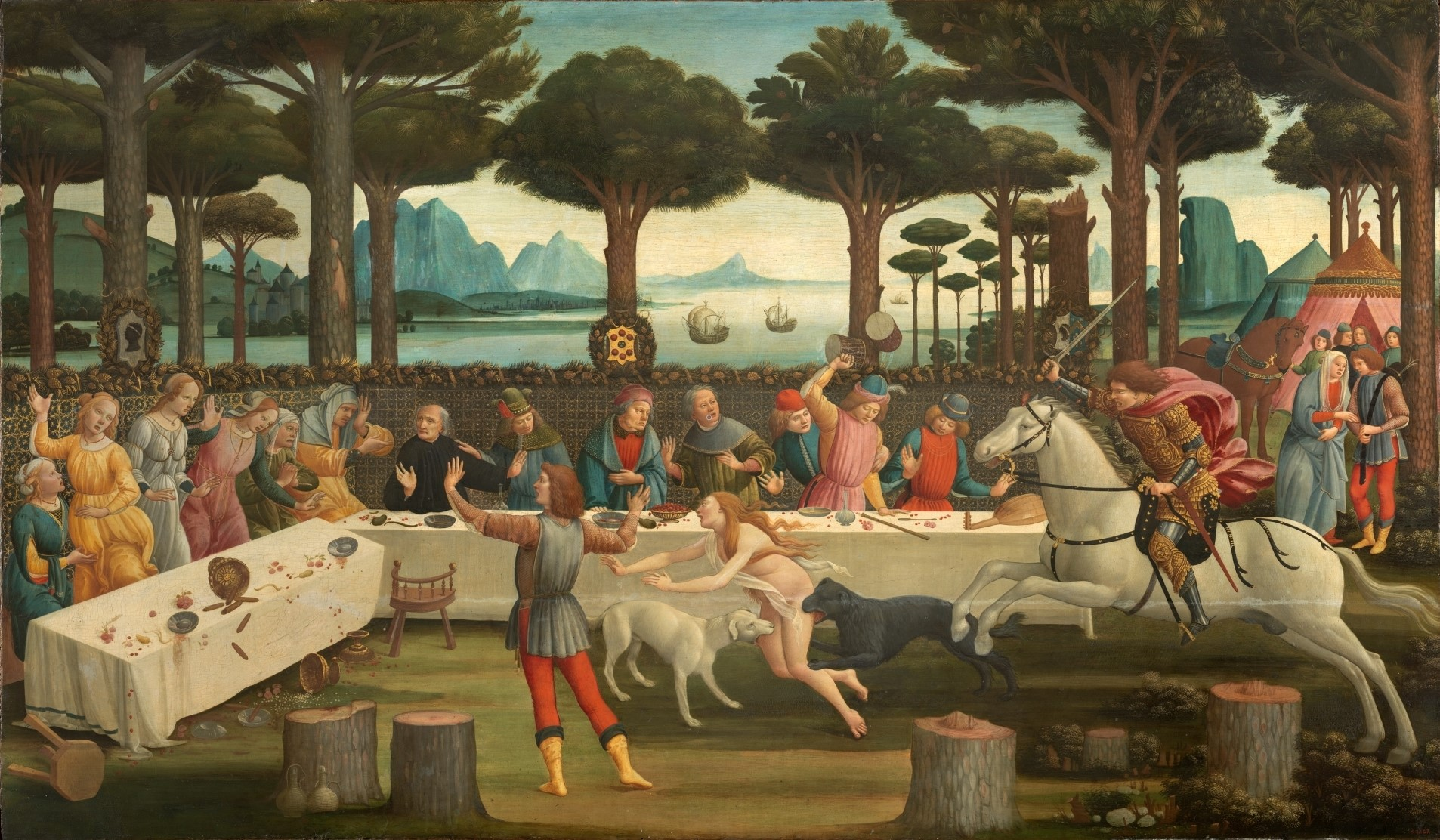
Гай піній під Равенною на картині Боттічеллі (бл. 1483 р.), що ілюструє третій епізод новели «Історія Настаджо дельї Онесті».

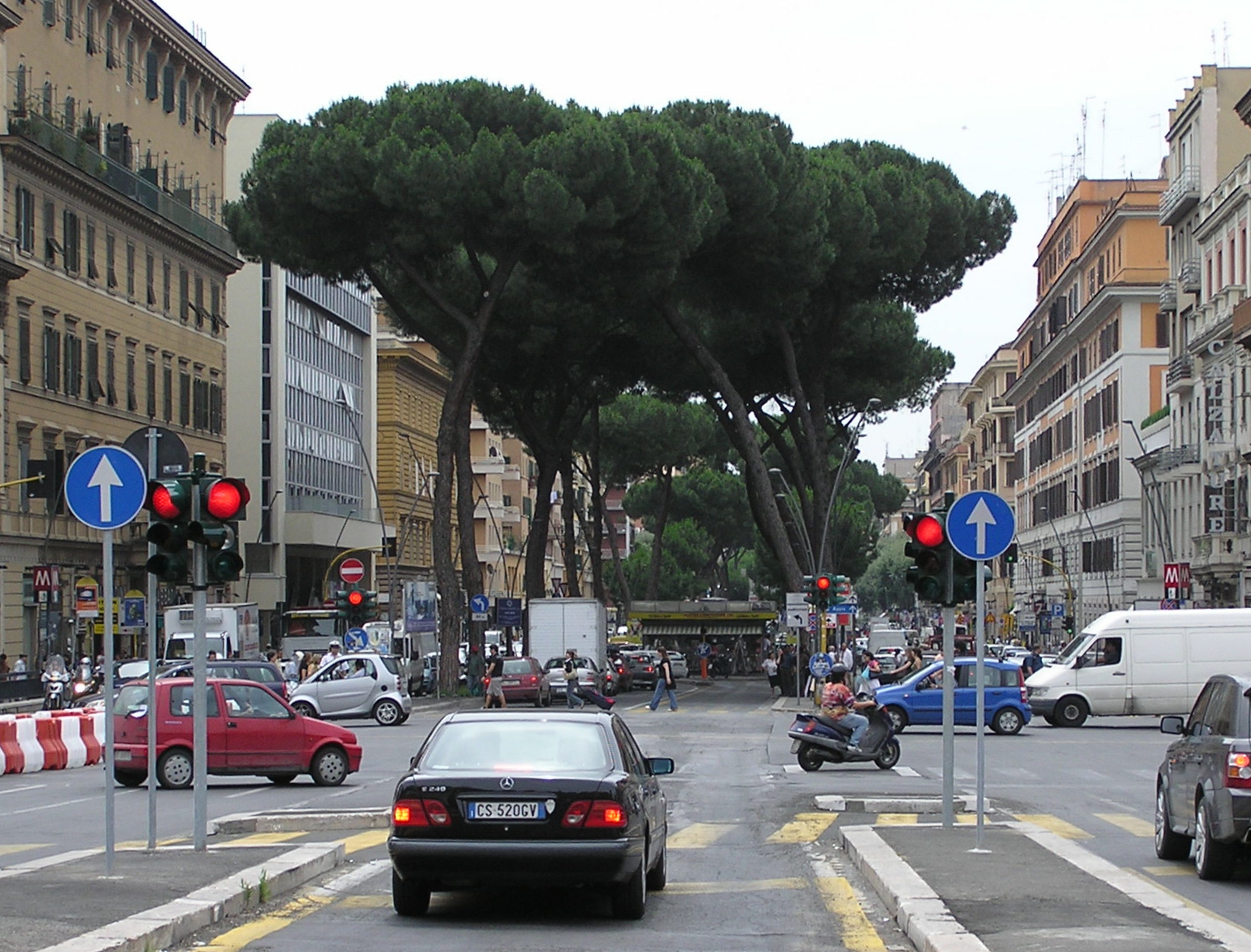
Пінія на вулиці Риму.

Сосна італійська, або пінія (лат. Pinus pinea) — вид дерева роду сосна родини соснових.

## Ботанічний опис
Дерево висотою 20–30 метрів, живе до 500 років. Крона густа, темно-зелена, парасолеподібна, компактна, у старих дерев з горизонтально розпростертими гілками. Хвоя в пучках по дві штуки, довга (10–15 сантиметрів), вузька, щільна, зелена протягом усього року, іноді сизувата.
Шишки переважно поодинокі або по 2–3 штуки, довжиною 8–15 сантиметрів, яйцеподібні або майже кулясті. Насіння дозріває на третій рік в жовтні, але шишки не розкриваються до наступної весни. Після випадання насіння шишки висять на гілках ще 2–3 роки.
Насіння подовжено-яйцеподібне, темно-коричневе, іноді зі світлими плямами, з трьома реберцями. Довжина — 15–17 міліметрів, ширина — 8–9. З товстою оболонкою, вузьким коротким крилом. Їстівне. Насінини пінії — найбільші серед сосен (і взагалі соснових), вони в 3–4 рази більші від відомих у нас «кедрових горішків». В одному кілограмі їх 1500 штук. Врожайність досить висока — з одного гектара отримують від трьох до восьми тонн насіння. В Італії насіння пінії називають пінеолі.
Пінія світлолюбна і посухостійка, до ґрунту вимоглива, росте на сухих вапнякових ґрунтах і на морських пісках, хоча віддає перевагу свіжим пухким ґрунтам, не витримує надмірного зволоження. Витримує морози до −18 °C, вітростійка.
Насіння проростає без передпосівної підготовки. Цінне декоративне і «горіхоносне» дерево. Насіння пінії широко використовуються в кондитерському виробництві.

## Поширення
У природі пінія зустрічається на Середземноморському узбережжі від Піренейського півострова до Малої Азії.
Культивується на Південному березі Криму і на Кавказі.

## Згадування в культурі
Дуже гарне дерево — як декоративна рослина використовувалося ще етрусками. У наш час теж широко так використовується. Дуже добре підходить для мистецтва бонсай.
Цікавий факт — казковий персонаж Піноккіо був зроблений з пінієвого поліна. Авіценна використовував відвари з кори пінії як лікарський засіб.
Здавна широко відомий гай піній під Равенною, завдяки картинам Сандро Боттічеллі, написаним наприкінці XV століття як ілюстрації до новели Джованні Боккаччо «Історія Настаджо дельї Онесті» з «Декамерона».

## Галерея

Культивовані пінії в Криму, Україна
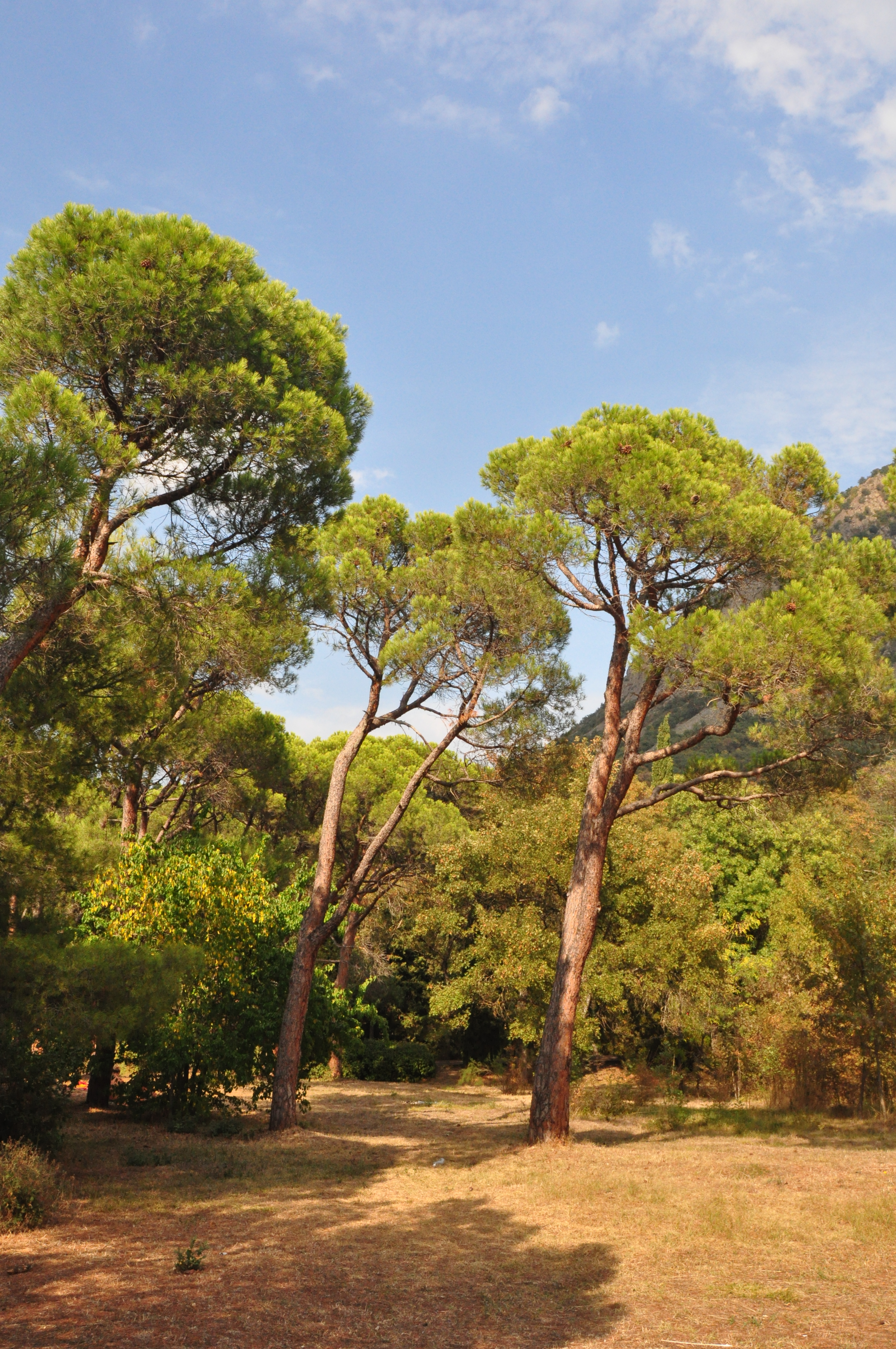
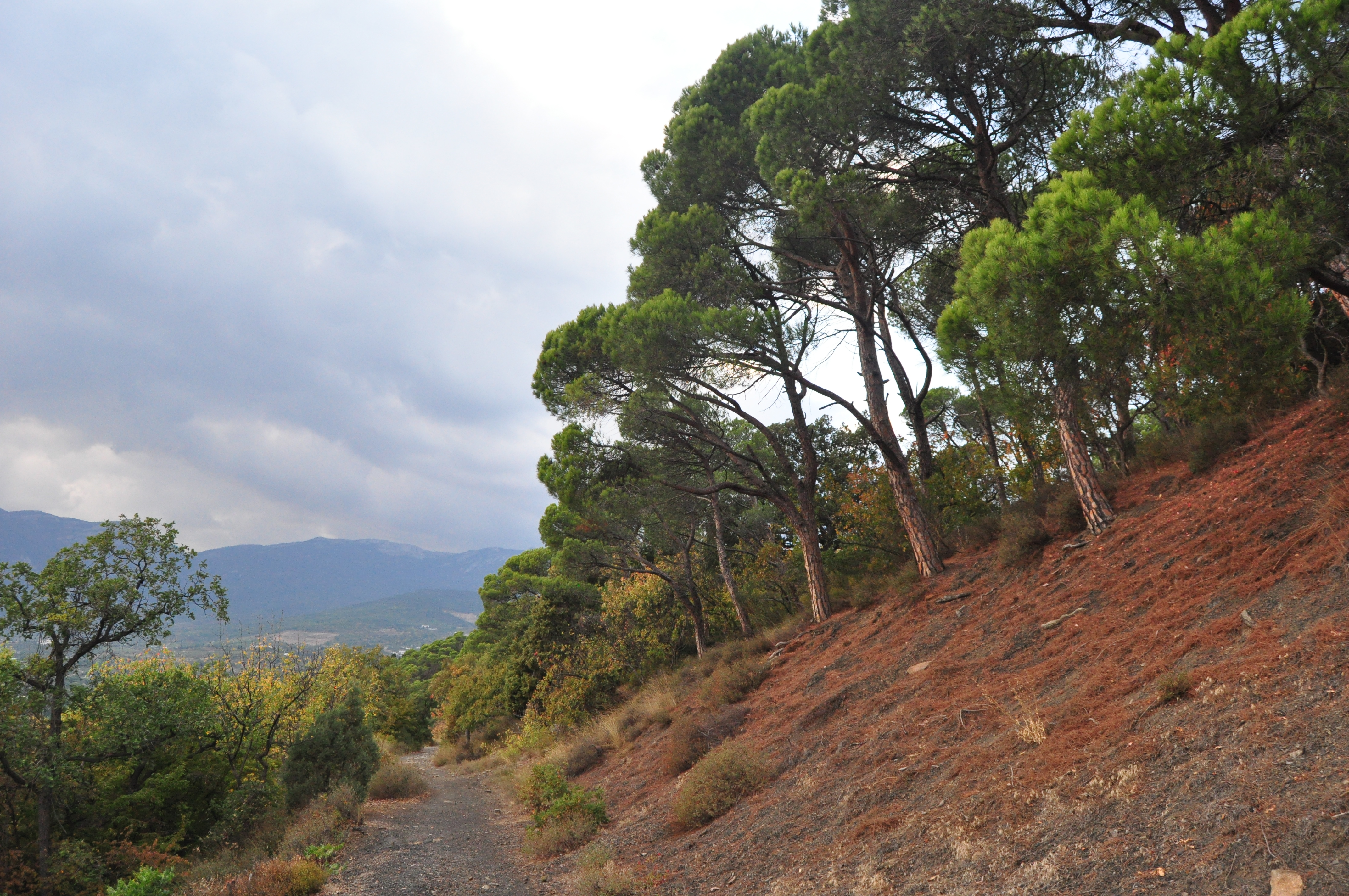
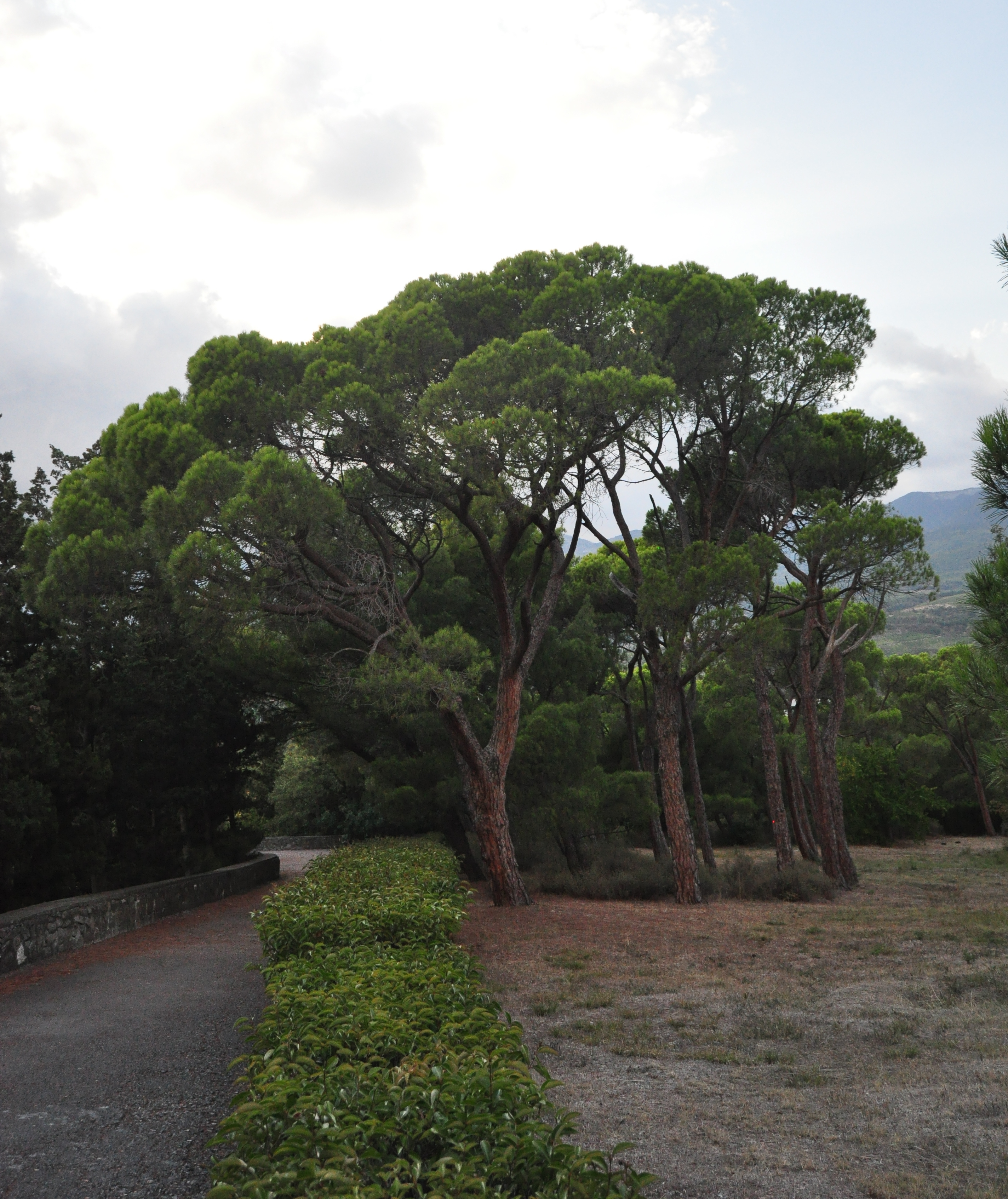
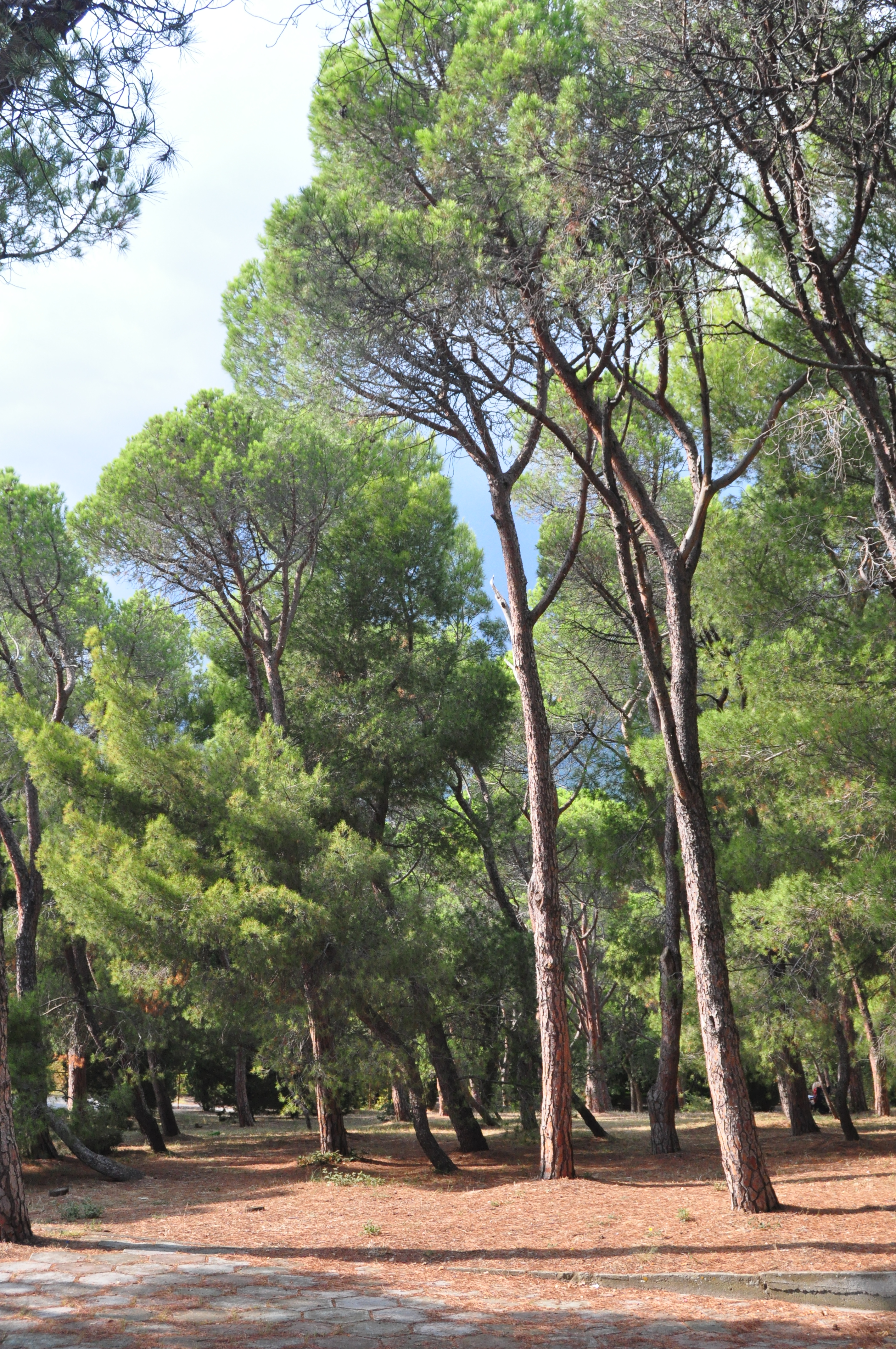

| Хвойні | Це незавершена стаття про хвойні. Ви можете допомогти проєкту, виправивши або дописавши її. |